# Croix de chemin en schiste de Kerduellic
Pour l’article homonyme, voir Croix de chemin en granit de Kerduellic.
La croix de chemin en schiste de Kerduellic est située à Ploemeur dans le Morbihan.

## Historique
Cette croix très ancienne « semble remonter au début de la période chrétienne ».
Cette croix de chemin en schiste de Kerduellic fait l’objet d’une inscription au titre des monuments historiques depuis le 25 septembre 1928.